# 4 mars 2019
Le mardi 4 mars 2019 est le 63e jour de l'année 2019.

## Décès
Par ordre alphabétique.
- Keith Flint, danseur et chanteur britannique.
- Luke Perry, acteur et producteur américain.

## Événements
- Le pape François annonce que les archives apostoliques du Vatican du pontificat du pape Pie XII seront ouvertes aux savants à partir du 2 mars 2020[1] ;
- Révélation pour le grand public de l'existence d'un nouveau site maya d'offrandes quasi-intact à Chichén Itzá, dans le Yucatán au Mexique, connu par les archéologues mexicains et les populations mayas locales depuis 50 ans mais jusque-là caché dans une grotte murée[2].